# Ján Sokol
Ján Sokol (* 9. října 1933 Jacovce) je slovenský římskokatolický duchovní, bývalý první arcibiskup trnavský (2008–2009). Předtím byl v letech 1989–2008 prvním a jediným arcibiskupem arcidiecéze bratislavsko-trnavské.

## Život
Vystudoval gymnázium v Topolčanech a bohosloveckou fakultu v Bratislavě. 23. června 1957 byl vysvěcen na kněze biskupem Ambrozem Lazíkem. Poté 11 let působil jako kaplan postupně v Šuranech, v Levicích a v Bratislavě. V roce 1968 byl jmenován prefektem kněžského semináře v Bratislavě. V roce 1970 byl z funkce odvolán a poslán do Seredi ve funkci kaplana. V roce 1971 se stal správcem farnosti a v roce 1975 děkanem. V roce 1987 by zvolen administrátorem trnavské arcidiecéze, v roce 1988 byl jmenován biskupem a v roce 1989 se stal arcibiskupem. V roce 1995 byla jeho arcidiecéze přejmenována na bratislavsko-trnavskou a v roce 2008 byla rozdělena na metropolitní arcidiecézi bratislavskou, v jejímž čele stanul Stanislav Zvolenský, a sufragánní arcidiecézi trnavskou, v jejímž čele setrval Sokol, který zároveň dostal od papeže jako osobní výsadu právo i nadále nosit pallium. V roce 2009 arcibiskup Sokol rezignoval z důvodu vysokého věku, papež jeho demisi přijal a jeho nástupcem jmenoval Róberta Bezáka.

## Postoje k historii Slovenska
Velké kontroverze vzbuzuje nacionalistický pohled arcibiskupa Sokola na slovenské dějiny, konkrétně Slovenský stát a Josefa Tisa. Kritiky 1. Slovenské republiky velmi pobouřilo např. jeho prohlášení z rozhlasového rozhovoru z 27. prosince 2006, kde řekl: „Ja si vážim pána prezidenta Tisu a veľmi vážim, lebo sa pamätám ako dieťa. My sme boli veľmi chudobní, a keď on bol, sme boli teda na úrovni. (...) Tu bol blahobyt. Nič nám tu nechýbalo, pritom bola vojna.“ Četní kritici, v jejichž čele stáli představitelé Židů na Slovensku, na to zareagovali upozorněním, že ten blahobyt vznikl z rozkradeného majetku 70 tisíc slovenských Židů, které Slovenský stát předal Němcům. Ján Sokol projevil svůj postoj k Tisovi a jeho státu vícekrát, např. slavnostní bohoslužbou za Tisa a oslavnými bohoslužbami k 60. výročí vzniku nezávislého státu, které sloužil v roce 1998 či účast na uvedení knihy Milana Ďurici, obhajující Tisa, v roce 2006.

## Kontroverze

### Ján Sokol a Státní bezpečnost
Existují kontroverze okolo jeho minulosti, někteří jeho odpůrci mu vyčítají údajnou spolupráci s StB, podle Ústavu pamäti národa existují k jeho osobě v archívech StB svazky agenta s krycím jménem Svätopluk a existují i záznamy o schůzkách a přijímání nemalých odměn z roku 1988. Arcibiskup sám prohlásil, že s StB nikdy nespolupracoval. Jeho příznivci argumentují, že ještě v roce 1987, kdy byl církví navržen na biskupský post, jej komunistický stát odmítl jako nepřijatelného. Naopak odpůrci upozorňují, že v roce 1989, ještě před pádem komunistického režimu, byl státem akceptován.
Osoba Jána Sokola byla inspirací pro postavu biskupa Jastraba v románu Dominika Dána, Rudý kapitán. Knižní předloha je i zfilmována. Krycí jméno Svatopluk i další indicie jasně ukazují na jasnou spojitost. Nejde však o historický dokument ale o detektivní příběh se značnou mírou autorské licence.

### Pozemkový „skandál"
V prosinci 2008 slovenská soukromá televize Joj zveřejnila informaci, že arcibiskup Sokol převedl v roce 2007 darovací smlouvou 30 km² církevních pozemků na nadaci Fundatio Ecclesiae Sancti Ioannis Baptistae (Nadace chrámu svatého Jana Křtitele), jíž je zakladatelem a statutárním zástupcem (podle Joj smlouvu podepsal za obě strany). Podle Joj transakce vyvolala ostrý spor uvnitř katolické církve na Slovensku, který vyústil ve stížnost na Sokolovo jednání u Svatého stolce.
Trnavská arcidiecéze v reakci na toto nařčení upozornila, že Fundatio Ecclesiae Sancti Ioannis Baptistae není soukromá nadace řízená Jánem Sokolem, jak se pokusila Joj sugerovat divákům, ale církevní nadace, jejímž statutárním zástupcem je arcibiskup trnavský (nikoliv tedy Ján Sokol osobně). Převedený majetek tak nadále zůstává církevním majetkem.
TV JOJ dne 15. září 2010 zveřejnila o 19.30 ve svém hlavním zpravodajství následující správu:
„Dňa 28.12.2008 bola v spravodajstve TV JOJ odvysielaná reportáž o prevode cirkevných pozemkov, v ktorej bola uvedená nesprávna informácia, že Mons. Ján Sokol obdaroval sám seba prepisom obrovských pozemkov. Pravdou je, že k darovaniu cirkevných pozemkov došlo medzi Rímskokatolíckou cirkvou Trnavská arcidiecéza a cirkevnou organizáciou Fundatio Ecclesiae Sancti Ioanni Baptistae, ktorých štatutárom bol v tom čase Mons. Ján Sokol. Pri prevode majetku neprišlo k obohateniu sa Mons. Jána Sokola. Pánovi arcibiskupovi Sokolovi sa týmto ospravedlňujeme.“

### Obvinění ze zpronevěry
V květnu 2009 přinesl slovenský časopis Týždeň a následně další média informaci, že Sokol údajně v roce 1998 zpronevěřil více než 500 milionů slovenských korun (asi 441 milionů Kč), které pocházely z prodeje církevních pozemků. Peníze měl Sokol posílal na konto bývalého agenta komunistické StB Štefana Náhlika, který žije v Kanadě a v 80. letech 20. století byl klíčovou osobou akce StB, jejímž cílem bylo rozložit tajný řád františkánů. Náhlik v té době ministroval v bratislavském kostele Blumentál, kde byl kaplanem Sokol. Peníze měly pocházet z prodeje církevních pozemků např. na Zlatých Píscích v Bratislavě. Mluvčí slovenské biskupské konference označil obvinění za „závažné informace“ a potvrdil, že se případem zabývají církevní úřady na Slovensku a ve Vatikánu. Arcibiskup Sokol všechna obvinění popřel. Televizní stanice Markíza, jejíž redaktoři údaje dodané Týždněm prověřovali, později ve své reportáži řadu jeho tvrzení zpochybnila.
Tyto informace časopisu Týždeň se ukázaly jako nepravdivé. Po jedenácti letech soudních sporů musel časopis uveřejnit následující ospravedlnění:
„Vydavateľ časopisu .týždeň, spoločnosť W PRESS a.s. sa ospravedlňuje Mons. Jánovi Sokolovi za zverejnenie nepravdivých informácií v čísle 21/2009 časopisu .týždeň zo dňa 25. 5. 2009, podľa ktorých Mons. Ján Sokol v roku 1998 previedol 500.000.000,00 Sk na účet bývalého agenta ŠTB Štefana Náhlika, ako aj to, že spomenutých 500.000.000,00 Sk malo prechádzať z predaja cirkevných pozemkov na Zlatých pieskoch a niektorých ďalších pozemkov. Tieto informácie boli nepravdivé a ich pravdivosť nebola preukázaná.“ 